# Renia fallacialis
Renia fallacialis är en fjärilsart som beskrevs av Walker 1859. Renia fallacialis ingår i släktet Renia och familjen nattflyn. Inga underarter finns listade.